# Drimia ollivieri
Drimia ollivieri là một loài thực vật có hoa trong họ Măng tây. Loài này được (Maire) Stearn mô tả khoa học đầu tiên năm 1978.